# ماتادی
ماتادی (به لاتین: Matadi) یک شهر در جمهوری دموکراتیک کنگو است که در استان باس-کنگو واقع شده‌است.

## خصوصیات
ماتادی ۱۱۰ کیلومترمربع مساحت و ۳۰۶٬۰۵۳ نفر جمعیت دارد.

## نگارخانه

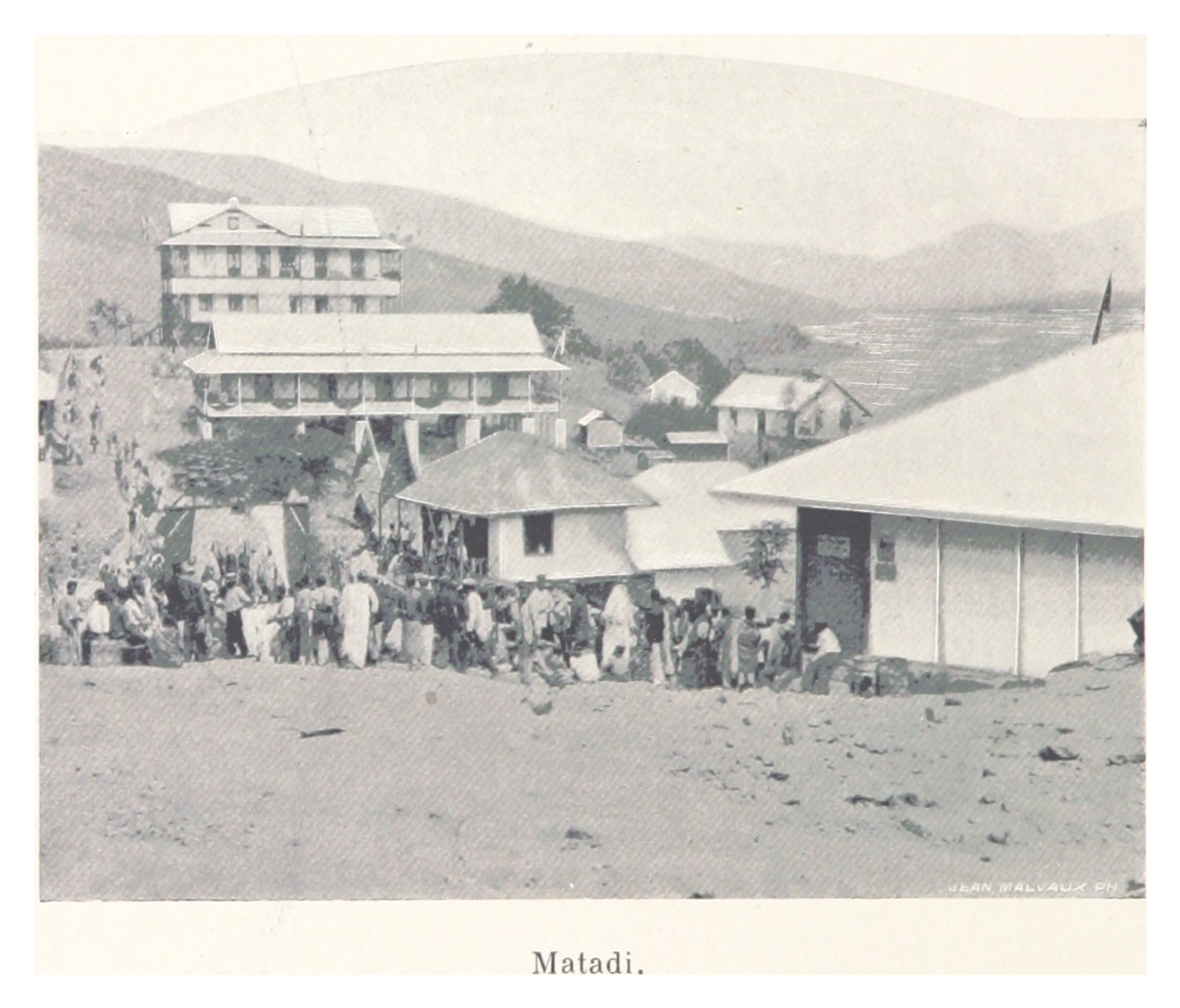
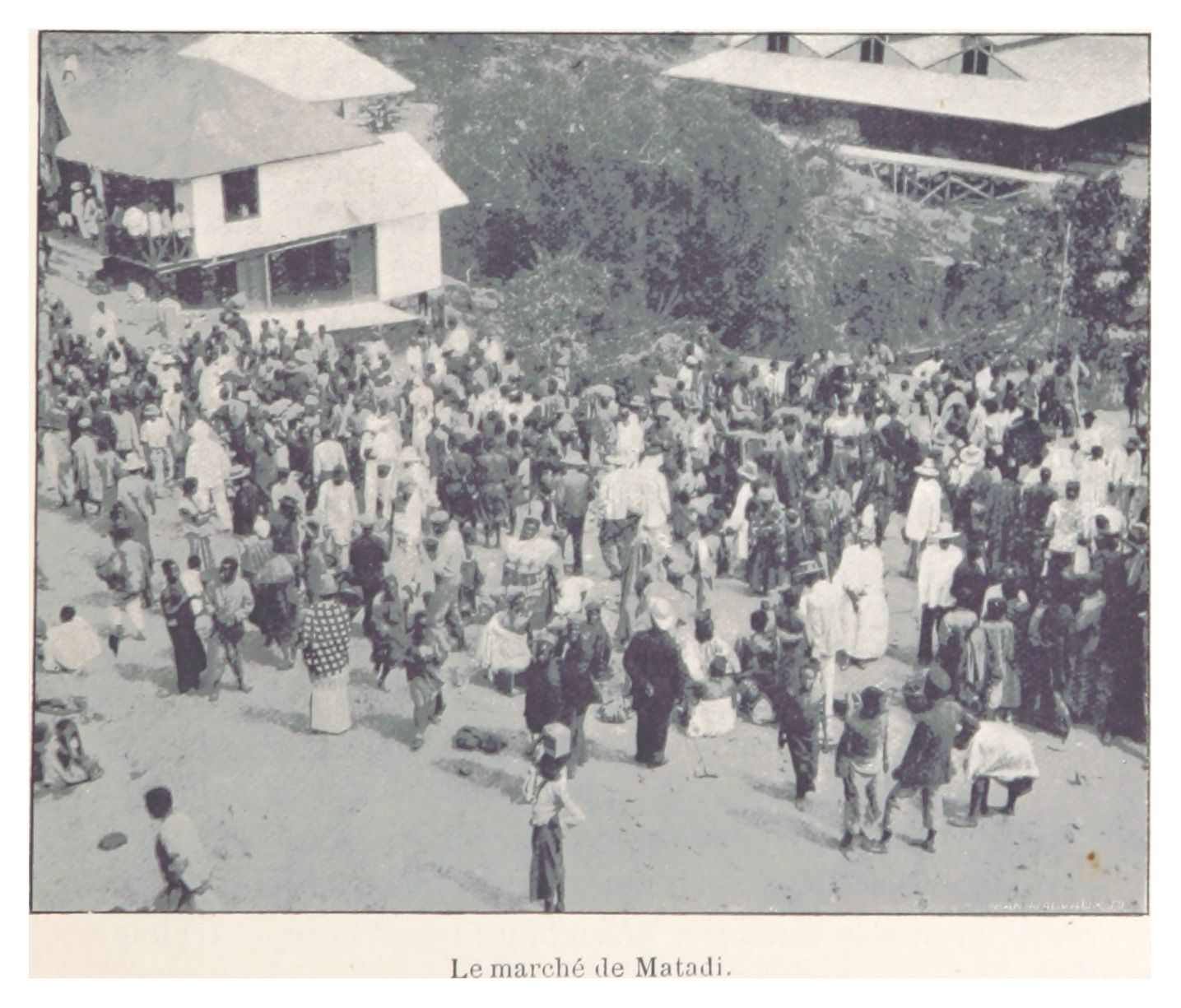
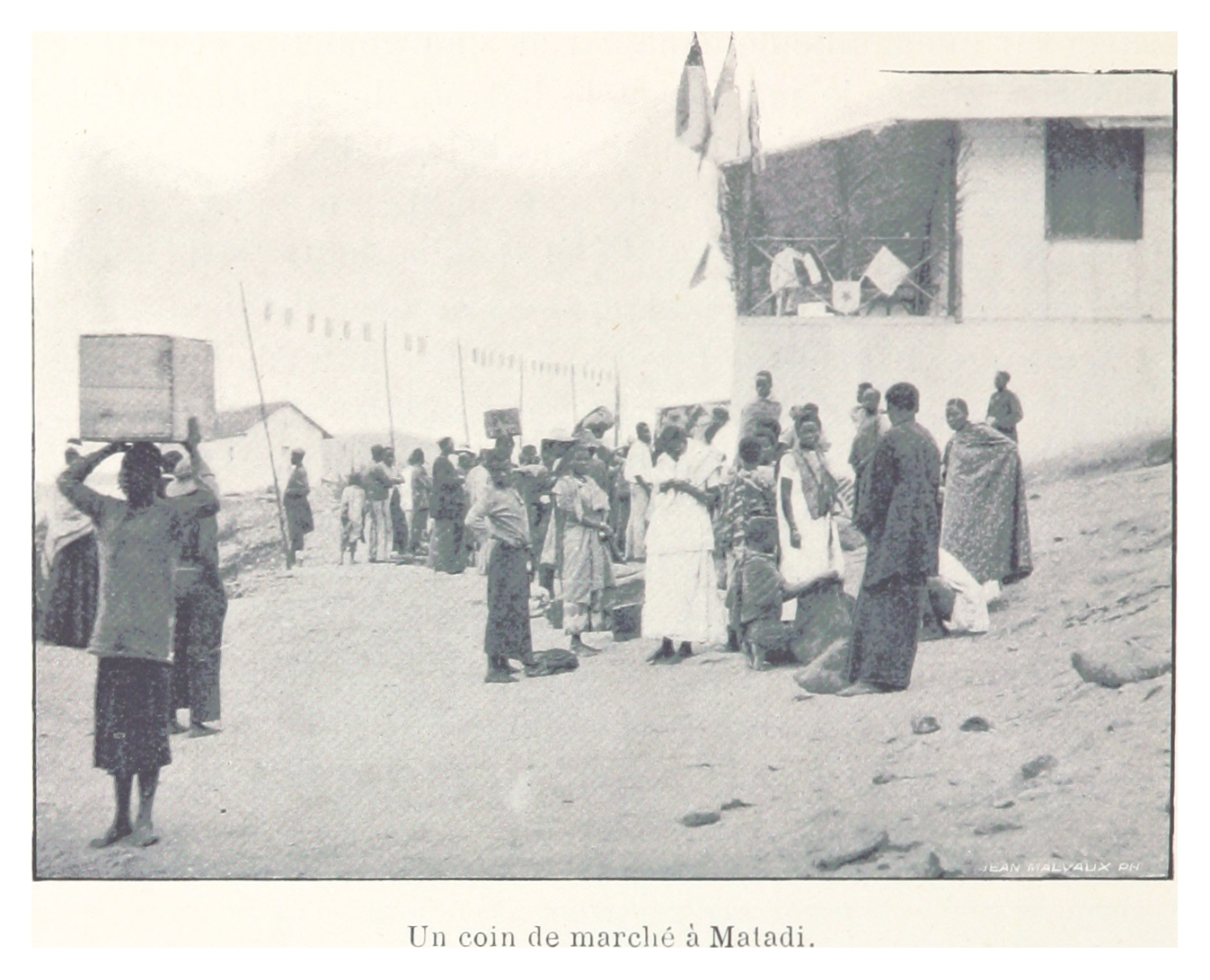
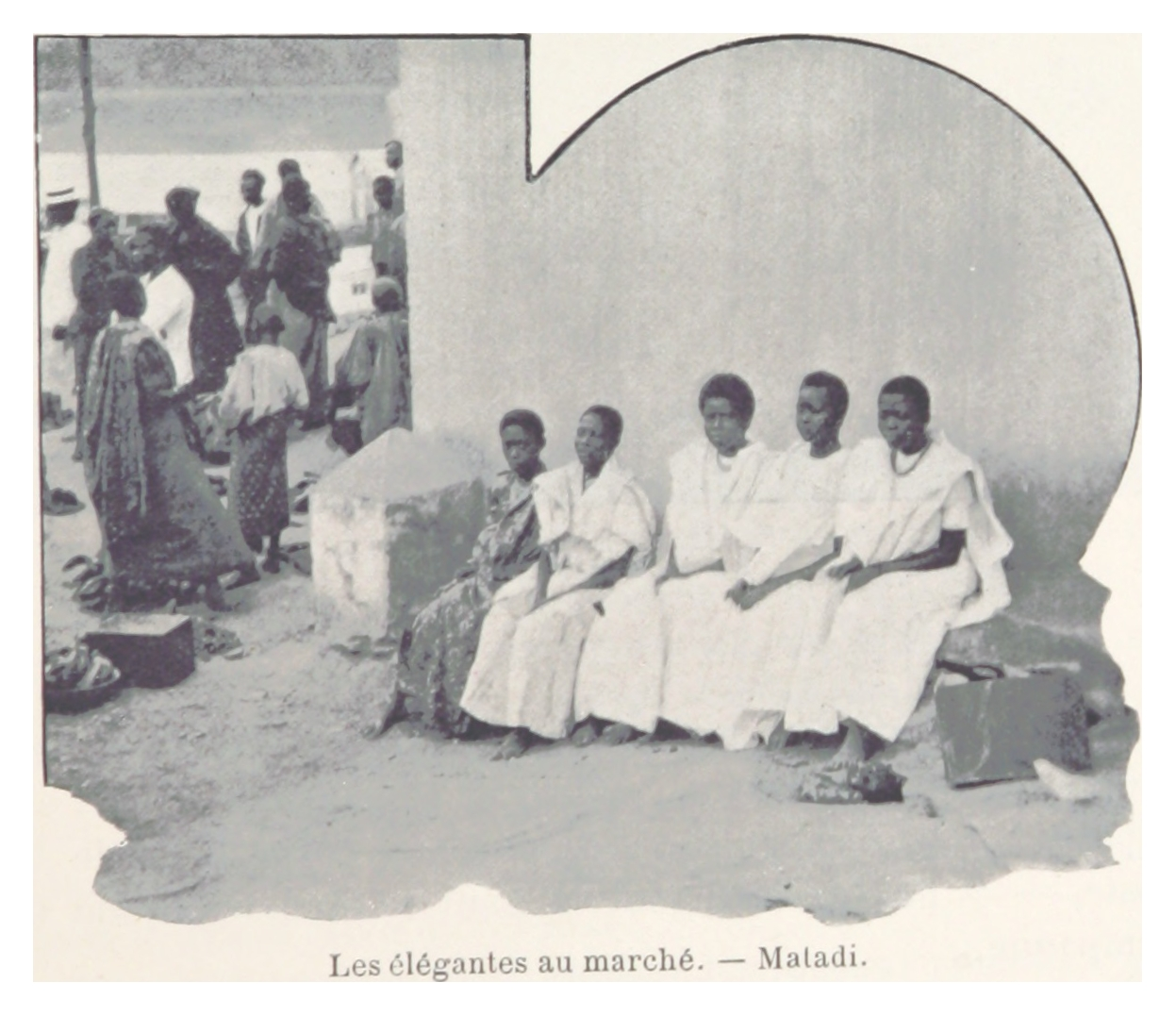
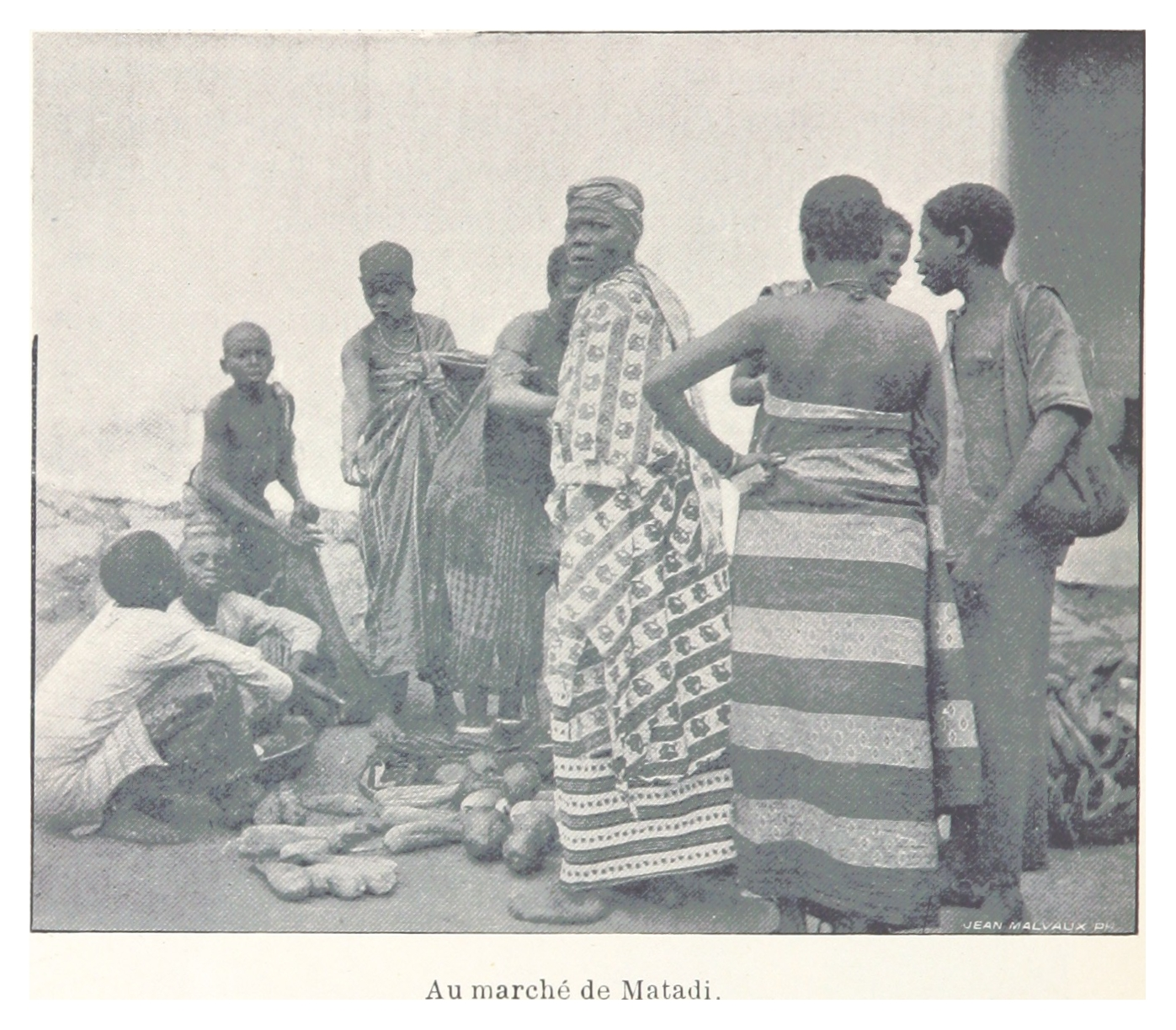
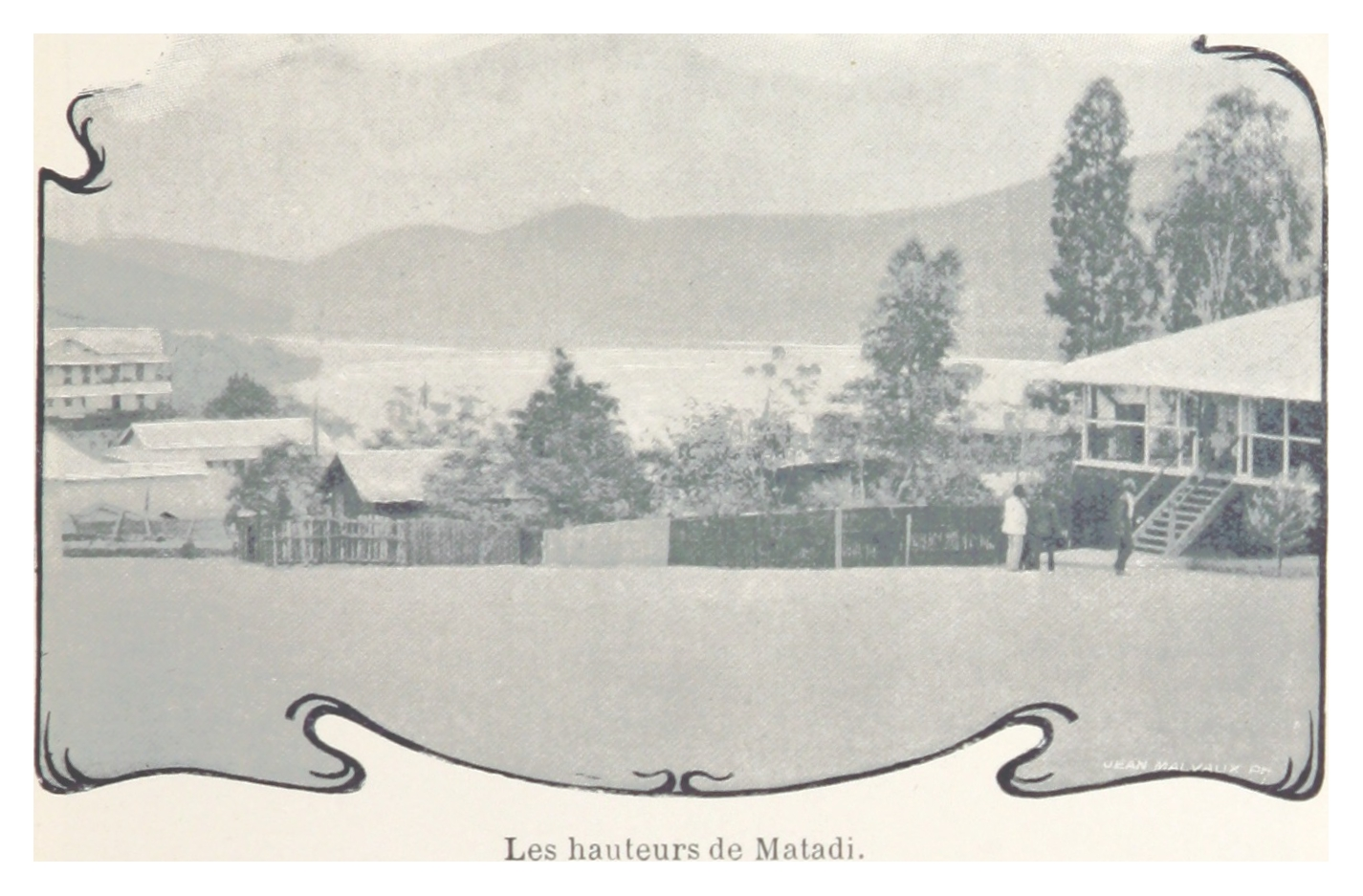
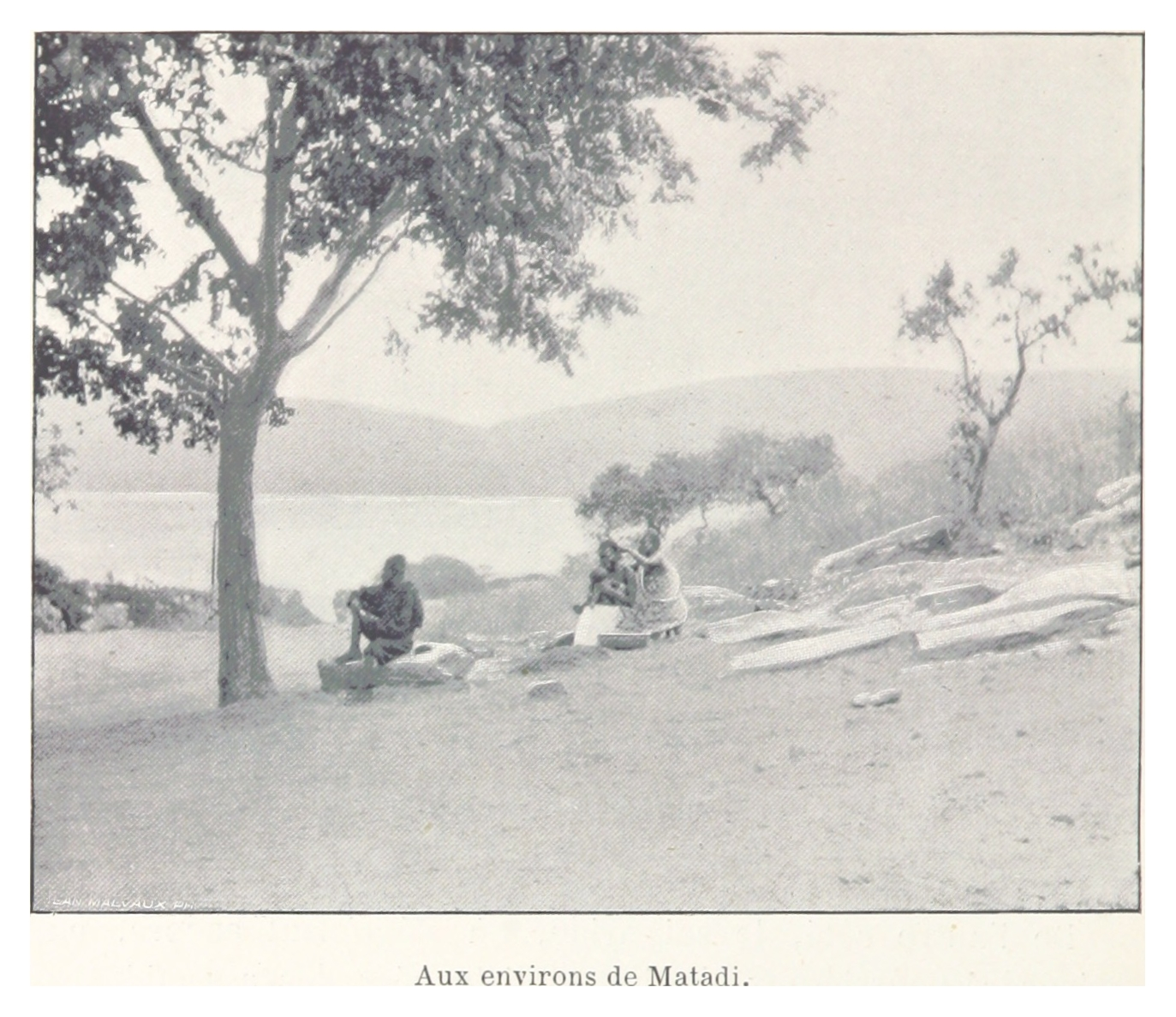
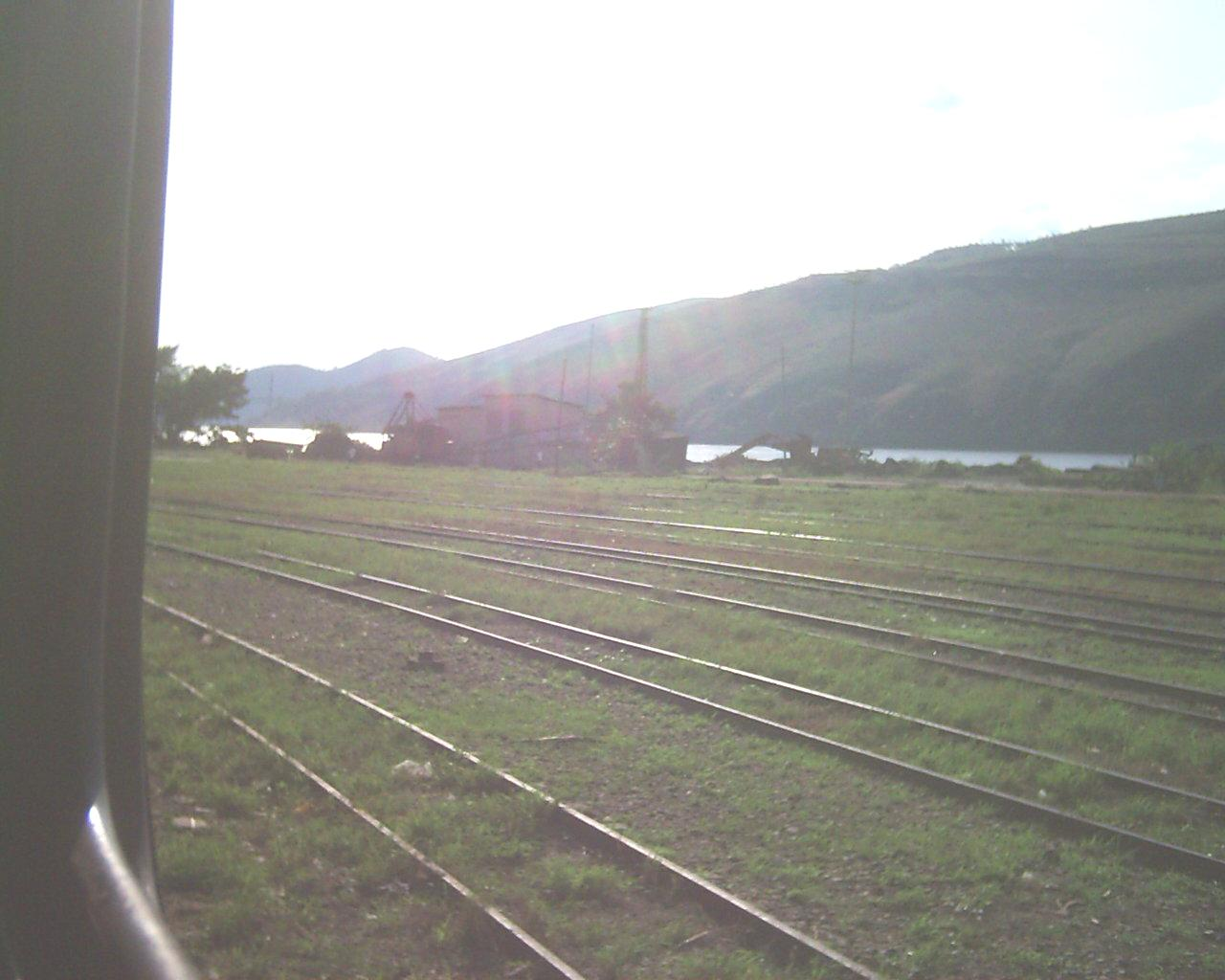
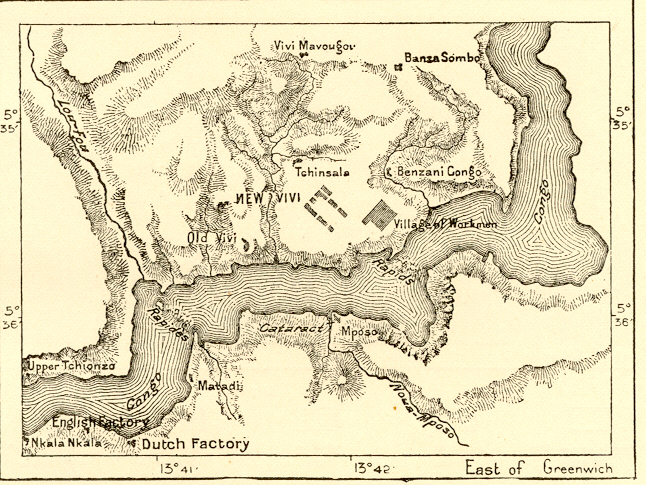